# Sananda Maitreya
Sananda Maitreya, właściwie Terence Trent Howard (ur. 15 marca 1962 w Nowym Jorku) – amerykański wokalista, kompozytor i autor tekstów piosenek, do roku 2000 występował jako Terence Trent D’Arby. Jego pierwszy longplay, zarejestrowany w Londynie w 1987 roku, Introducing the Hardline According to Terence Trent D’Arby okazał się jego wielkim sukcesem, utrzymując się na listach przebojów przez ponad pół roku. Największe hity w wykonaniu artysty to „Wishing Well” i ballada „Sign Your Name”.

## Życiorys

### Wczesne lata
Urodził się na nowojorskim Manhattanie jako syn Frances Howard, śpiewaczki gospel, nauczycielki i doradcy. Jego biologiczny ojciec był żonaty. Jego matka poślubiła biskupa Jamesa Benjamina Darby’ego, który dla Terence’a stał się ojczymem. Swoją pasję do muzyki odkrył już we wczesnym dzieciństwie. Mając sześć lat nauczył się grać na perkusji, następnie na instrumentach klawiszowych, gitarze i gitarze basowej.
Jego rodzina przeniosła się kolejno z Nowego Jorku do New Jersey, Chicago, Daytona Beach, a następnie osiedliła się w De Land na Florydzie, na północ od Orlando, gdzie ukończył DeLand High School i śpiewał w szkolnym chórze Modernaires. Jako 16-latek zafascynował się muzyką takich wykonawców jak The Beatles, The Rolling Stones, The Jackson 5, Stevie Wonder, Frank Sinatra, Andraé Crouch i Sam Cooke, a także kompozytorów jak Ludwig van Beethoven czy Wolfgang Amadeus Mozart.
Trenował boks w Orlando, a w 1980 roku został mistrzem i zdobył Golden Gloves Florydy w kategorii wagi lekkiej. Otrzymał propozycję, by kontynuować trening w szeregach United States Army, ale ostatecznie za namową ojca rozpoczął studia na wydziale dziennikarskim na University of Central Florida. Rok później zaciągnął się do armii amerykańskiej w Fort Sill w Lawton w Oklahomie, a następnie został oddelegowany do 3. Dywizji Pancernej, w pobliżu Frankfurtu w RFN. Po trzech latach, w kwietniu 1983 roku zrezygnował ze służby w wojsku, by poświęcić się muzyce.

### Kariera
W 1984 stacjonował wraz ze swoją jednostką wojskową w Niemczech Zachodnich, gdzie zaczął udzielać się jako lider funkowej grupy The Touch, wydając album Love On Time (1984). W 1986 roku wyjechał do Londynu, gdzie krótko grał z soulowo-funkową formacją The Bojangles, po czym podpisał kontrakt i rozpoczął solową karierę muzyczną.
Debiutancki longplay Introducing the Hardline According to Terence Trent D’Arby, zarejestrowany w Londynie w 1987 roku, i promowany singlem „Sign Your Name” (utwór pojawił się także w jednym z odcinków seriali: ZDF Derrick (1988) i Oddział Dziecięcy (Children’s Ward, 1989)), odniósł międzynarodowy sukces, sprzedając się w ponad 12 mln egzemplarzy, a w roku 1988 Terence Trent D’Arby został uhonorowany nagrodą Grammy w kategorii najlepszy artysta R&B. W rok potem ukazał się drugi album Neither Fish Nor Flesh (wyd. Columbia Records, 1989).
W 1991, po przeprowadzce do Los Angeles, nagrał i wyprodukował w całości w swoim prywatnym studiu nagraniowym Monasteryo kolejne dwa albumy: Symphony or Damn (1993) i Vibrator (1995), a w duecie z Des’ree wylansował przebój „Delicate” (1993).
Wykonywał również utwory na ścieżki muzyczne do filmów hollywoodzkich: Frankie i Johnny (1991) Garry’ego Marshalla z Alem Pacino i Michelle Pfeiffer, Przyjaciele Petera (1992) Kennetha Branagha, Gliniarz z Beverly Hills III (1994) Johna Landisa, Prêt-à-Porter (1994) Roberta Altmana, Fan (1996) Tony’ego Scotta z Wesleyem Snipesem i Robertem De Niro, Wpadka (2007) Judda Apatowa i W chmurach (2009) Jasona Reitmana, a także seriali: Beavis i Butt-head (1993), Na imię mi Earl (2007) i Czarne lustro (2016). W filmie Mary Lambert Clubland (1998) z Lori Petty zagrał postać Toby’ego, a w dramacie telewizyjnym CBS W rytmie rock’n’rolla (Shake, Rattle and Roll: An American Love Story, 1999) z Bonnie Somerville, Frankiem Whaleyem, Geraldem McRaneyem, Troyem Donahue, Maggie Gyllenhaal i Kathy Baker wcielił się w postać Jackie Wilsona. Z kolei w serialu animowanym Static Shock (2000) użyczył głosu D.J. Rockowi.
W czerwcu 1999 roku wystąpił z INXS w koncercie otwierającym Stadium Australia w Sydney. W 2001 roku powrócił do Niemiec i zamieszkał w Monachium, porzucił swoją aktualną sceniczną tożsamość, zamienił dotychczasowy pseudonim Terence Trent D’Arby na Sananda Maitreya i w swojej własnej, niezależnej wytwórni Sananda Records wydał piąty album WildCart!. W grudniu 2001 zagrał także dla papieża Jana Pawła II.
W 2002 przeprowadził się do Mediolanu, gdzie 3 czerwca 2003 roku wydał reedycję Wildcard! (The Joker’s Edition).
30 czerwca 2003 w Asyżu ożenił się z Francescą Francone, wieloletnią włoską przyjaciółką, z zawodu architektem. Mają dwóch synów: Francesco Mingusa (ur. 5 czerwca 2010) i Federico Elvisa (ur. 25 października 2012).
Wykazuje zdolności parapsychologiczne.

## Dyskografia

### albumy
- 1987: Introducing the Hardline According to Terence Trent D’Arby (wyd. Columbia Records, 13 lipca)
- 1989: Neither Fish Nor Flesh (wyd. Columbia Records, 23 października)
- 1993: Symphony or Damn (wyd. Columbia Records, 11 maja)
- 1995: Vibrator (wyd. Columbia Records, 1 czerwca)
- 2001: Wildcard (wyd. Rock Up / Treehouse, 11 października)
- 2005: Angels & Vampires – Volume I (wyd. Treehouse Publishing, 8 października)
- 2006: Angels & Vampires – Volume II (wyd. Treehouse Publishing, 29 kwietnia)
- 2009: Nigor Mortis (wyd. Treehouse Publishing, 20 maja)
- 2011: The Sphinx (wyd. Treehouse Publishing, 15 marca)
- 2013: Return to Zooathalon (wyd. Treehouse Publishing, 1 marca)
- 2015: The Rise Of The Zugebrian Time Lords (wyd. Treehouse Publishing, 9 października)
- 2016: Prometheus & Pandora (wyd. Treehouse Publishing, 20 czerwca)

### składanki
- 1991: Best Remixes (wyd. Columbia Records, 23 października)
- 2002: Greatest Hits (wyd. Columbia Records, 29 października)
- 2006: Do You Love Me Like You Say: The Very Best of Terence Trent D’Arby (wyd. Columbia Records, 17 stycznia)
- 2006: Collections (wyd. Columbia Records, 10 października)

### Live CD/DVD
- 2007: Live in Firenze
- 2007: Camels At The Crossroads
- 2008: Lovers & Fighters
- 2008: Confessions of a Zooathaholic

### single
| Rok  | Tytuł                                                | Pozycja na Peak Chart | Pozycja na Peak Chart | Pozycja na Peak Chart | Pozycja na Peak Chart | Pozycja na Peak Chart | Pozycja na Peak Chart | Pozycja na Peak Chart | Album                                                      |
| Rok  | Tytuł                                                | USA                   | USA R&B               | USA Dance             | USA Rock              | Australia             | Top 40 Holandia       | Wielka Brytania       | Album                                                      |
| ---- | ---------------------------------------------------- | --------------------- | --------------------- | --------------------- | --------------------- | --------------------- | --------------------- | --------------------- | ---------------------------------------------------------- |
| 1987 | „If You Let Me Stay"                                 | 68                    | 19                    | 47                    | —                     | 89                    | 11                    | 7                     | Introducing the Hardline According to Terence Trent D’Arby |
| 1987 | „Wishing Well"                                       | 1                     | 1                     | 7                     | —                     | 9                     | 3                     | 4                     | Introducing the Hardline According to Terence Trent D’Arby |
| 1987 | „Dance Little Sister"                                | 30                    | 9                     | 7                     | —                     | 41                    | 3                     | 20                    | Introducing the Hardline According to Terence Trent D’Arby |
| 1988 | „Sign Your Name"                                     | 4                     | 2                     | 23                    | —                     | 3                     | 2                     | 2                     | Introducing the Hardline According to Terence Trent D’Arby |
| 1988 | „If You Let Me Stay"                                 | —                     | —                     | —                     | —                     | 36                    | —                     | —                     | Introducing the Hardline According to Terence Trent D’Arby |
| 1988 | „Rain"                                               | —                     | —                     | —                     | —                     | —                     | 20                    | —                     | Introducing the Hardline According to Terence Trent D’Arby |
| 1989 | „This Side of Love"                                  | —                     | —                     | —                     | —                     | —                     | 50                    | 83                    | Neither Fish Nor Flesh                                     |
| 1989 | „To Know Someone Deeply Is to Know Someone Softly"   | —                     | 47                    | —                     | —                     | —                     | —                     | 55                    | Neither Fish Nor Flesh                                     |
| 1989 | „The Birth of Maudie (The Incredible E.G. O’Reilly)” | —                     | —                     | —                     | —                     | —                     | —                     | —                     | Greatest Hits                                              |
| 1990 | „Billy Don't Fall”                                   | —                     | —                     | —                     | —                     | —                     | —                     | —                     | Neither Fish Nor Flesh                                     |
| 1993 | „Do You Love Me Like You Say?"                       | —                     | —                     | —                     | —                     | 69                    | —                     | 14                    | Symphony or Damn                                           |
| 1993 | „She Kissed Me"                                      | —                     | —                     | —                     | 5                     | 9                     | —                     | 16                    | Symphony or Damn                                           |
| 1993 | „Delicate” z Des’ree                                 | 74                    | —                     | —                     | —                     | 99                    | 45                    | 14                    | Symphony or Damn                                           |
| 1993 | „Let Her Down Easy"                                  | —                     | —                     | —                     | —                     | 97                    | —                     | 18                    | Symphony or Damn                                           |
| 1993 | „Turn the Page"                                      | —                     | —                     | —                     | —                     | —                     | —                     | —                     | Symphony or Damn                                           |
| 1995 | „Holding On to You"                                  | —                     | —                     | —                     | —                     | —                     | 33                    | 20                    | Vibrator                                                   |
| 1995 | „Vibrator"                                           | —                     | —                     | —                     | —                     | —                     | —                     | 57                    | Vibrator                                                   |
| 1995 | „Supermodel Sandwich"                                | —                     | —                     | —                     | —                     | —                     | —                     | —                     | Vibrator                                                   |
| 2002 | „O Divina"                                           | —                     | —                     | —                     | —                     | —                     | —                     | —                     | Wildcard                                                   |
| 2002 | „What Shall I Do"                                    | —                     | —                     | —                     | —                     | —                     | —                     | —                     | Wildcard                                                   |
| 2006 | „Bella Faccina"                                      | —                     | —                     | —                     | —                     | —                     | —                     | —                     | Angels & Vampires – Volume I                               |
| 2007 | „South Side Run"                                     | —                     | —                     | —                     | —                     | —                     | —                     | —                     | Angels & Vampires – Volume II                              |
| 2009 | „Because You've Changed"                             | —                     | —                     | —                     | —                     | —                     | —                     | —                     | Nigor Mortis                                               |
| 2011 | „I Saw Her"                                          | —                     | —                     | —                     | —                     | —                     | —                     | —                     | The Sphinx                                                 |
| 2013 | „Save Me"                                            | —                     | —                     | —                     | —                     | —                     | —                     | —                     | Return To Zooathalon                                       |
| 2013 | „Kangaroo"                                           | —                     | —                     | —                     | —                     | —                     | —                     | —                     | Return To Zooathalon                                       |
| 2015 | „Blanket On The Ground"                              | —                     | —                     | —                     | —                     | —                     | —                     | —                     | The Rise Of The Zugebrian Time Lords                       |